# Сервейер (кратер)
Сервейер (англ. Surveyor) — небольшой марсианский ударный кратер, расположенный на плато Меридиана. Координаты кратера — 2°04′36″ ю. ш. 5°30′32″ з. д. / 2,0768306° ю. ш. 5,5091500° з. д.. Кратер был попутно осмотрен марсоходом «Оппортьюнити» 28 января 2009 года (1782 сол), во время того как он двигался в сторону значительно большего кратера Индевор. Диаметр кратера составляет порядка 10 метров. Вокруг и внутри кратера присутствует множество горной породы, которая была выброшена при ударе, сформировавший этот кратер. На севере от него (в 1320 м) находится крупный кратер Виктория (который на протяжении 2 лет исследовал «Оппортьюнити»), северо-западнее (в 80 м) — кратер Рейнджер, а юго-западнее (в 306 м) — кратер Халфмун. Исследования кратера ограничились его визуальным осмотром (научной ценности не представлял).

Панорамное изображение кратера Сервейер, снятое с борта марсохода «Оппортьюнити» 28 января 2009 года (1782 сол).